# Andrea del Castagno
Andrea del Castagno, pravog imena Andrea di Bartolo di Bargilla (Castagno, 1423. - Firenca, 19. kolovoza 1457.) bio je talijanski slikar; istaknutiji majstor firentinske rane renesanse.
Bio je sljedbenik Masacciova slikarstva, te Paola Uccella, a poglavito Donatellova rada. Kao sirov realist i izvrstan poznavatelj perspektivnih rješenja i tajnu uljenog slikarstva slika kiparski rabeći svjetlo, sjene i boju za jasno oblikovanje volumena. Njegovi likovi izranjaju iz tamnih pozadina poput reljefa. 
Andrea del Castagno radi freske sa sakralnim temama (Posljednja večera (Castagno), Sta Apollonia u Firenci, 1447. i dr.), te ciklus portreta znamenitih osoba (Dante, Boccaccio, Petrarca), i konjanički lik kondotjera Niccole da Tolentina (1456.) i Pippa Spana.
Giorgio Vasari, maniristički umjetnik i veliki biograf talijanske renesanse, je naveo kako je Castagno ubio Domanica Veneziana, no to je manje vjerojatno jer je Veneziano umro 1461. godine, četiri godine nakon što je Castagno preminuo od kuge.
- Freske u crkvi Sta Appolonia u Firenci.
- Portret kondotjera Pippa Spana u Sta Appolonia u Firenci.
- David na vazni, 1450., 115 × 77 × 41 cm, Nacionalna galerija, Washington.
- Portret kondotjera Niccole da Tolentina u firentinskoj katedrali, 1456.
- Sveto Trojstvo, 1453., freska iz crkve SS. Annunziata u Firenci.

## Ostali projekti
|  | Zajednički poslužitelj ima stranicu o temi Andrea del Castagno    |
|  | Zajednički poslužitelj ima još gradiva o temi Andrea del Castagno |